# Криворотова Любов Олексіївна
Любо́в Олексі́ївна Криворо́това (8 червня 1949, Київ) — українська бандуристка, співачка і композитор. Солістка тріо бандуристок «Українка» Національної філармонії України. Народна артистка України (1999).

## Загальні відомості
З 1968 року виступає у складі Тріо бандуристок «Українка» Національної філармонії України разом з народними артистами України Лідією Колос-Криворотовою і Раїсою Горбатенко.
1980 — закінчила Київську консерваторію імені Петра Чайковського (клас вокалу К. Огнєвого). 1980 їй було присвоєно звання заслуженої артистки УРСР.
Пише музику до пісень, здійснює аранжування творів для тріо, виконує українські пісні.
Батьки з Носівського району Чернігівської області.

## Музичні твори
- Я їду додому (Л. Криворотова / О. Овсянников)
- Плавай, плавай, лебедонько! (Л. Криворотова / Т. Шевченко)
- Я так очікую тепла! (Л. Криворотова / Л. Федорук)
- Люблю його (Л. Криворотова / Л. Федорук)
- Воскресіння (Л. Криворотова / Л. Федорук)